# Pavel Kašťák

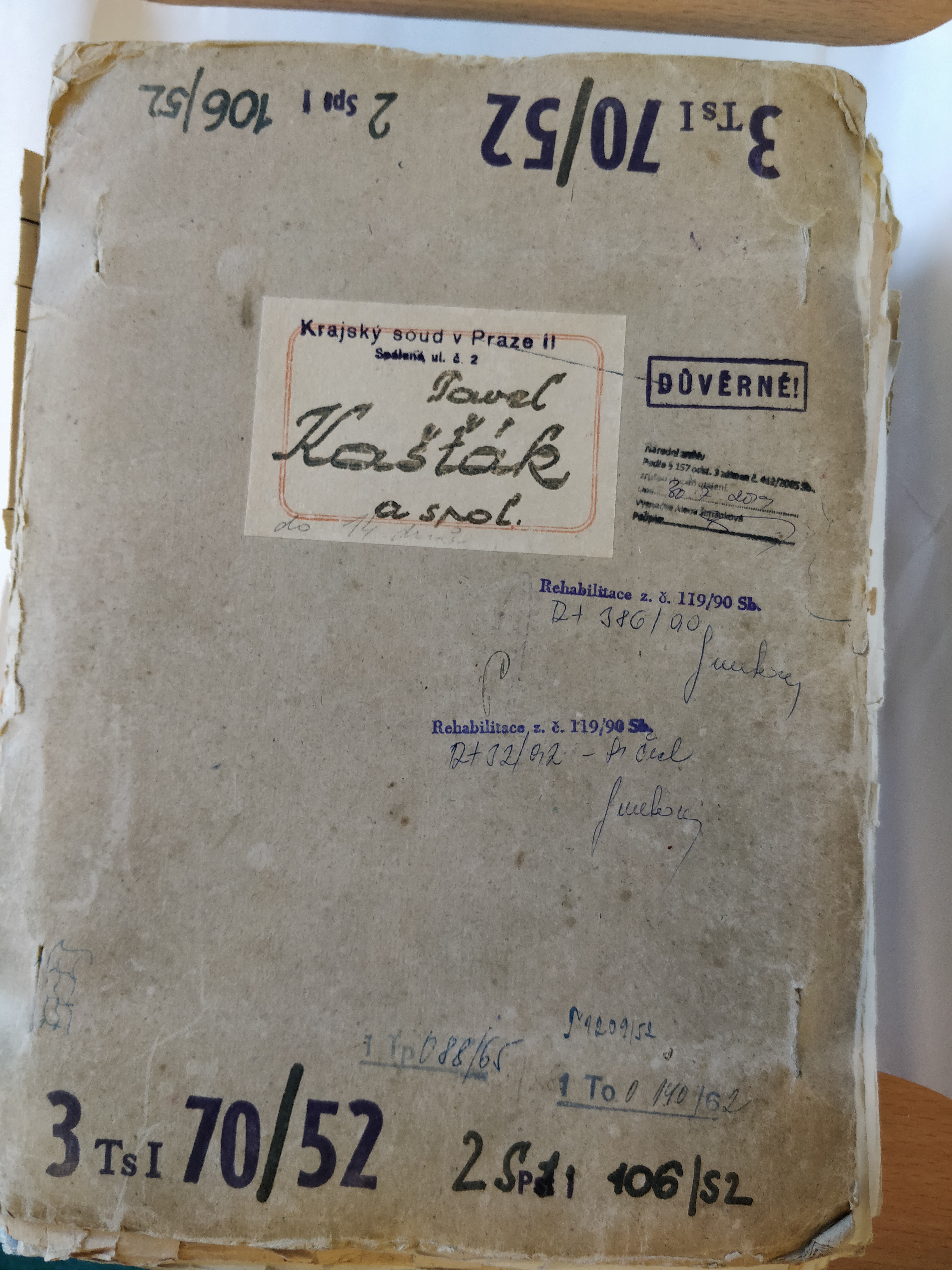
Spis Státního soudu 3 TsI 70 52 – desky

Pavel Kašťák (24. ledna 1888 Sklenařice – ? Sklenařice) byl český politický vězeň komunistického režimu.

## Život

### Mládí
Narodil se ve Sklenařicích nedaleko Vysokého nad Jizerou. Od roku 1921 provozoval živnost a jako faktor zaměstnával nejprve 10, později až 30 domácích dělnic. Od roku 1923 byl členem a postupně i funkcionářem strany národně socialistické, po únoru 1948 se stal členem Československé strany národně socialistické.

### Politický proces s„velezrádci a špiony zPodkrkonoší“
Od února 1948 spolu se svým synem Milošem navázali spojení s představiteli československého protikomunistického odboje. Aktivně se stýkal s dalšími členy odbojových skupin, napojených na agenta-chodce Josefa Zemana a zapojil se i do příprav útěku Josefa Zemana do zahraničí.
Dne 3. března 1952 byl v jedenáct hodin v noci zatčen a převezen do vazební věznice StB v Liberci. Zde byl pod několikaměsíčním fyzickým nátlakem donucen k přiznání. K veřejnému jednání Státního soudu, které s cílem rozšíření publicity proběhlo jako výjezdní ve velkém sále jilemnického podniku Technolen se musel, stejně jako deset dalších obžalovaných naučit svou výpověď slovo od slova. Procesu, který byl v tisku označován jako Proces s velezrádci a špiony z Jilemnicka byla věnována rozsáhlá publicita v tisku, včetně zvláštního vydání týdeníku ONV Jilemnice Nová horská ves. Prokuraturou byl proces označován jako řízení proti ilegální skupině Pavla Kašťáka. Pavlu Kašťákovi bylo obžalobou (vedenou Pavlem Barbašem) kladeno za vinu, že:
| „ | Obviněný Pavel Kašťák v srpnu roku 1948 vešel ve styk s Josefem Zemanem, tehdy amnestií presidenta republiky propuštěným z vazby a s ním se dohodlina tom, že za pomoci svého syna Miloše Kašťáka, člena SNB pro Josefa Zemana zorganisuje jeho illegální útěk do nepřátelského zahraničí, aby se tam Josef Zeman mohl účastnit ve službách amerických imperialistů a ostatních jim podřízených kapitalistických nepřátel republiky práce proti našemu státu k vyvolání nové světové války. Na základě této dohody se obviněný se svým synem Miloslavem Kašťákem připravil všechny kroky ke zrádnému Zemanovu převodu. V říjnu roku 1948 obviněný vešel ve styk s Marií Zemanovou, od ní se dozvěděl o illegálním útěku Josefa Zemana do nepřátelského zahraničí jinou cestou. Obviněný po jednání se svým synem Milošem Kašťákem o jeho činnosti, spočívající v převádění osob vůči státu nepřátelsky zaměřených do západní části Německa a v opětovném přecházení do téhož území illegální cestou, nabídl se v listopadu 1948 Marii Zemanové pro zprostředkování illegálního styku s Josefem Zemanem. Na základě této dohody obviněný pro Marii Zemanovou zprostředkoval písemný styk s Josefem Zemanem a zařídil odeslání radia a psacího stroje od Marie Zemanové Josefu Zemanovi na jeho žádost k podpoře jeho proti státní činnosti do západní části Německa 3.000 Kčs, které si pak od Zemanové vyinkasoval. Obviněný při své trestné činnosti, při níž vykonával úlohu spojky mezi Marií Zemanovou a Josefem Zemanem používal také účasti jistého J.N., o němž věděl, že je účasten na trestné činnosti syna obviněného Miloše Kašťáka. Na podzim roku 1949 obviněný na základě dohody se svým synem Milošem Kašťákem vyzval určité osoby, aby illegálně uprchli do nepřátelského zahraničí za pomoci Miloše Kašťáka. V červnu roku 1950 obviněný se dohodl se svým synem, že tento uprchne do nepřátelského zahraničí, aby se tam účastnil velezrádné činnosti zrádné emigrace proti našemu státu. V létě roku 1950 a na podzim od Leopolda Marouska převzal určité špionážní zprávy a to jednak o určité výrobě a jednak seznam soudců z liduv určitém okrese a tyto údaje předal za účasti Rudolfa Kodejše k dodání do nepřátelského zahraničí svému synu Miloši Kašťákovi. Obviněný bez povolení měl pistoli ráže 6.35 mm s náboji. Obviněný se ke své trestné činnosti doznal /č.l. 25 až 39/ a jest dále usvědčen výpovědí Miloše Kašťáka /č.l. 21 až 24/ a Marie Zemanové (spisy státního soudu zn. sp. 3 Ts I 48/52 č.l. 45-47). Obviněný k motivu své trestné činnosti uvádí toto: "Jako dlouholetý člen bývalé strany nár. socialistické jsem vždy i v předmnichovské republice hájil politickou linii býv. ministra soc. péče a předsedy býv. strany nár. soc. Zenkla. Proto jsem také v únorových dnech roku 1948 nesouhlasil s tím, že zvítězil pracující lid. Tato zášť proti lidově demokratickému zřízení mne vedla k tomu, že jsem se jako zastánce Zenklovy proti lidové politiky se zapojil do špionážní a rozvratnické organisace, která měla v úmyslu rozvrátit lidově demokratické zřízení tím, že vyzvídala státní tajemství a předávala špionážní zprávy americké výzvědné službě" | “ |

Rozsudkem Státního soudu 3 Ts I 70/52 ze dne 16. října 1952 byl shledán vinným spácháním trestného činu velezrady podle § 78 odst. 2 písm a/ odst. 1 písm. c, tr.z., dále trestného činu vyzvědačství podle § 89 odst. 2 písm. a/, odst. 1, tr.z. a odsouzen (dle stejného paragrafu) k trestu odnětí svobody na doživotí, podle § 86 odst. 4 a přihlížením k § 47 tr.z. k propadnutí celého jeho jmění, podle § 42 tr.z. k trvalé ztrátě čestných práv občanských a podle § 59 odst. 1 tr.z. k propadnutí věcí, které byly u něj nalezeny a zabaveny.

### Seniorský věk
Na svobodu byl propuštěn v rámci amnestie prezidenta Antonína Novotného v roce 1960. Po propuštění žil a aktivně pracoval ve Sklenařicích. Rehabilitován byl až po změně režimu v roce 1990.